# Sick of the Studio ’07
Sick of the Studio ’07 – trasa koncertowa zespołu Metallica, obejmująca tylko Europę. 
Trwała od 28 czerwca do 18 lipca 2007 roku, w jej trakcie odbyło się dwanaście koncertów.
1. 28 czerwca 2007 – Lizbona, Portugalia – Super Bock Super Rock Festival
2. 29 czerwca 2007 – Bilbao, Hiszpania – Bilbao BBK Live Festival
3. 1 lipca 2007 – Werchter, Belgia – Rock Werchter Festival
4. 3 lipca 2007 – Ateny, Grecja – Rockwave Festival
5. 5 lipca 2007 – Wiedeń, Austria – Rotundenplatz
6. 7 lipca 2007 – Londyn, Anglia – Live Earth Concert
7. 8 lipca 2007 – Londyn, Anglia – Stadion Wembley
8. 10 lipca 2007 – Oslo, Norwegia – Valle Hovin
9. 12 lipca 2007 – Sztokholm, Szwecja – Olympiastadion
10. 13 lipca 2007 – Aarhus, Dania – Vestereng
11. 15 lipca 2007 – Helsinki, Finlandia – Olympiastadion
12. 18 lipca 2007 – Moskwa, Rosja – Luzhniki Stadium